# Chrysler 70
Der Chrysler Serie 70 war ein PKW der Mittelklasse, den Chrysler in Detroit im Modelljahr 1927 herstellte. Er ersetzte das Modell G-70 und repräsentierte die gehobene Mittelklasse im Chrysler-Portfolio.
Der Wagen übernahm vom Vorgänger den seitengesteuerten 6-Zylinder-Reihenmotor mit 3.582 cm³ Hubraum, der 68 bhp (50 kW) Leistung abgab. Über eine Einscheiben-Trockenkupplung und ein Dreiganggetriebe mit Mittelschaltung wurden die Hinterräder angetrieben. Serienmäßig waren alle vier Räder hydraulisch gebremst. Es wurden zwölf verschiedene Karosserien angeboten, die denen des großen Sechszylindermodells Serie 80 "Imperial" entsprachen.
1928 hieß das Modell Chrysler Serie 72. Der Radstand war um 6" (152 mm) gewachsen. Der neue Sechszylindermotor hatte 4.078 cm³ Hubraum und leistete 85 bhp (62,5 kW). Anstatt zwölf wurden nur noch zehn verschiedene Karosserien angeboten, darunter auch ein 4-türiges Cabriolet (nur 36 mal gebaut!) und ein 2-türiger Roadster (wobei die vorher hergestellte Landau-Limousine wegfiel).
Von der Serie 70 entstanden 48.254 Exemplare, die Serie 72 wurde 23.293 mal gebaut. Im Modelljahr 1929 ersetzte die überarbeitete Serie 75 die Serie 72.
1930 erschien wieder ein Chrysler Serie 70/II. Er ersetzte zusammen mit der Serie 77 die Serie 75 des Vorjahres. Er war im Unterschied zum Vorgänger mit Vierganggetriebe ausgestattet, hatte aber einen kürzeren Radstand und den Motor der Serie 70 aus dem Jahre 1928, allerdings auf 75 bhp (55 kW) erstarkt. Später erhielt auch diese Modellreihe den großen Sechszylinder mit 4.398 cm³ Hubraum und 93 bhp (68 kW). Von der Baureihe 70 wurden nur sieben verschiedene Karosserien angeboten.
1931 wurde die Serie 70/II mit wenigen Änderungen weitergebaut. Dazu gehörte auch ein V-förmig gestalteter Kühlergrill. Lediglich vier Aufbauten (3 Coupés und eine 4-türige Limousine) wurden noch angeboten.
Von der Serie 70/II waren insgesamt 18.733 Stück entstanden, als sie Mitte 1932 ohne Nachfolger eingestellt wurde.

## Quelle
- Kimes, Beverly R., Clark, Henry A.: Standard Catalog of American Cars 1805–1942, Krause Publications Inc., Iola 1985, ISBN 0-87341-045-9